# Alexandre Marcet
Alexandre Marcet, né le 1er août 1770 à Genève et mort le 19 octobre 1822 à Londres, est un médecin et chimiste genevois, devenu citoyen britannique en 1800. 
Il fut un avocat résolu de l’analyse chimique des fluides et des solides corporels (calculs urinaires notamment) à une époque où la chimie clinique n’était pas encore entrée dans les mœurs. Son œuvre sera poursuivie par son successeur John Bostock et par son élève William Prout. 

## Biographie
Fils de Marc, horloger et membre du Conseil des Deux-Cents, et de Louise-Marguerite Nadal. Il fréquente d’abord l’auditoire de philosophie de l’Académie de Genève, où il est un élève de Marc-Auguste Pictet. Il fréquente ensuite l'auditoire de droit, après avoir envisagé une carrière commerciale. Brièvement emprisonné et condamné à cinq années de bannissement par le premier Tribunal révolutionnaire (1794), il part étudier la médecine à Édimbourg avec son ami Charles-Gaspard de la Rive. Il y est notamment l’élève du chimiste Joseph Black et du botaniste Daniel Rutherford et fréquente la Royal Society of Medicine. Il passe son doctorat en 1797 avec une thèse sur le diabète. Il s’installe ensuite à Londres, où il travaille d’abord comme médecin adjoint au Dispensaire de Cary Street. 
Il est admis au Royal College of Physicians le 25 juin 1799. Cette même année, il épouse Jane Haldimand, fille d’Antoine-François, banquier, qui deviendra elle-même assez célèbre comme vulgarisatrice scientifique. De cette union naîtra François (1803-1883), futur professeur de physique à l’Académie de Genève et Fellow de la Royal Society de Londres.
En 1799, Marcet devient médecin au Dispensaire de Finsbury, puis en 1804 au Guy’s Hospital. C’est dans cet hôpital, le plus avancé de l’époque en matière de chimie médicale, qu’il enseigna la chimie de 1807 à 1819 aux côtés de William Babington (1756-1833) et de William Allen (1770-1843). Sa méthode d’enseignement, appuyée sur des expériences, aurait influencé Berzelius, qui était l’un de ses amis.
En 1809, Marcet fut appelé à faire partie pendant quelques mois de l’hôpital militaire de campagne établi à Portsmouth pour y soigner les blessés du débarquement manqué de Walcheren.
Naturalisé anglais depuis 1800, Marcet s’établit à Russel Square, où lui et sa femme donnent régulièrement des réceptions que fréquentent des savants comme Wollaston, Davy ou même à l’occasion Berzelius, ainsi que l’économiste Thomas Malthus. Marcet s’enrichit de façon remarquable à la mort de son beau-père (1817), ce qui l’incite à cesser sa pratique médicale et à consacrer tout son temps aux sciences. Il songeait à revenir à Genève depuis 1815, mais ne s’y installe qu’en 1819, après avoir démissionné du Guy’s Hospital en mars. Il y est aussitôt nommé professeur honoraire de chimie médicale à l’Académie et membre du Conseil représentatif. Il installe un grand laboratoire de chimie dans sa magnifique propriété de Malagny, sur les rives du lac Léman. Il meurt cependant peu après, au cours d'un voyage en Angleterre.
Marcet était « Fellow » de la Royal Society de Londres, de la Geological Society (membre fondateur en 1807) et de la Medical and Surgical Society de Londres (dont il fut aussi l’un des fondateurs avec ses amis William Saunders, John Yelloly et Astley Cooper).
Il était le beau-frère du physicien Pierre Prévost, qui a épousé sa sœur Louise-Marguerite Marcet, puis son autre sœur Jeanne-Louise. Il fut aussi le grand-père du chimiste et physiologiste William Marcet (1828-1900).

## Œuvre
Marcet était le principal informateur de la Bibliothèque britannique en matière de chimie et envoyait à Genève des mémoires que son ami De la Rive se chargeait ensuite de traduire et d’extraire. C'est lui qui permit à ce périodique d'obtenir des informations privilégiées sur les travaux de Humphry Davy. Sa propre carrière d’auteur commença en 1805 avec un « Chemical Account of the Brighton Chalybeate », qui fut d’abord inséré dans une réédition du Treatise on Mineral Waters de son collègue William Saunderson, puis publié séparément la même année. À travers une variété d'expériences, il montre que cette eau ferrugineuse peut être bue chaude sans précipitation de fer, contrairement aux eaux de la source de Tonbridge.
D'autres articles de chimie et de chimie médicale ont été publiés dans les Annals of Philosophy, Chemistry and the Arts (Nicholson's Journal), les Transactions of the Royal Society ou dans d'autres périodiques. Plusieurs d'entre eux ont fait l'objet d'extraits dans la Bibliothèque britannique et universelle de Genève.
L'œuvre principale de Marcet, publiée en 1817, est An Essay on the Chemical History and Medical Treatment of Calculous Disorders. Approfondissant un sujet déjà traité par Fourcroy et par Wollaston, Marcet y cherche notamment à établir une corrélation entre l’analyse chimique des calculs urinaires et la pathologie qui a causé leur formation. Pour rendre sa méthode immédiatement praticable, il imagine même un kit d’analyses avec une panoplie de réactifs pour faciliter le diagnostic à ses collègues. Marcet regrette néanmoins que les hôpitaux de Londres ne tiennent pas de registres réguliers des cas rencontrés, ce qui l'empêche de produire des statistiques. Il fut sans doute le premier à remarquer que les douleurs des calculs rénaux sont dues à leur descente dans l'urètre, mais qu'ils peuvent aussi grandir dans les reins sans incommoder le patient.
Une autre suite importante de recherches, menées entre 1808 et 1822, concerne l'analyse des eaux de mer, dont Marcet espérait tirer des améliorations pour les méthodes d'analyse chimique.
En 1819, Marcet imagine un élatéromètre, appareil destiné à « mesurer l'accroissement de l'élasticité de la vapeur à mesure que sa température s'élève », qui sera notamment fabriqué par John Frederick Newman.
L'importance de certains de ses travaux est indiquée par leur publication simultanée dans plusieurs grandes revues anglaises, ainsi que par leur traduction en allemand et en français.

## Publications
- A Chemical Account of the Brighton Chalybeate, in William Saunders, On Mineral Waters, Londres, 1805.
- An Analysis of The Waters of The Dead Sea and The River Jordan, Philosophical Transactions, 1807; aussi in Annals of Philosophy (Nicholson’s Journal), May 1808.
- On the non-existence of sugar in the blood of persons labouring under diabetes mellitus, Philosophical Transactions, 1811.
- Chemical account of various dropsical fluids, with remarks on the alkaline matter contained in these fluids and on the serum of blood, Medico-Chirurgical Transactions, vol. 2, 1811, p. 342ssq.
- A Chemical Account of An Aluminous Chalybeate Spring in The Isle of Wight, Transactions of the Geological Society, 1, 1811, p. 213-218; aussi in Annals of Philosophy, (Nicholson’s Journal), May 1812. Trad. fr. in Biblio. Brit., 49, 1812, p. 159-166.
- Some remarks on the use of Nitrat of Silver for the detection of minute portions of Arsenic, Medico-Chirurgical Transactions, vol. 3, 1812, p. 342-347.
- An Answer to the Observations of Dr Pearson on Certain Statements Respecting The Alkaline Matter Contained in Dropsical Fluids and on The Serum of Blood, Annals of Philosophy, (Nicholson’s Journal), March 1812.
- [avec Berzelius] On the sulphuret of carbon, Philosophical Transactions, 1813.
- On the production of cold by the evaporation of sulphuret of carbon, Philosophical Transactions, 1813.
- An Account of Some Experiments on The Congelation of Mercury by Means of Ether, Annals of Philosophy, (Nicholson’s Journal), February 1813.
- Some experiments on the chemical nature of chyle and some observations on chyme, Medico-Chirurgical Transactions, vol. 6, 1815, p. 618-631.
- Observations sur les propriétés médicales de la pomme épineuse, in Biblio. Univ., 4, 1817, p. 208-221.
- An Essay on the Chemical History and Medical Treatment of Calculous Disorders, London, 1817; 2e éd. 1819. Trad. all. Versuch einer chemischen Geschichte und aerztlichen Behandlung der Steinkrankheiten. 1818 ; Chemische Untersuchungen über die Harnsteine. 1820. Extrait in Biblio. Univ., 6, 1817, p. 279-290.
- Quelques remarques sur la vaccination et sur le degré de confiance que l'on peut avoir dans ses effets préservatifs, Biblio. Univ., 12, 1819, p. 206-216.
- On the Specific Gravity, and Temperature of Sea Waters, in Different Parts of the Ocean, and in Particular Seas; With Some Account of Their Saline Contents, Philos. Trans., 109, 1819, p. 161-208. Trad. all. in Annalen der Physik, 63, 1819, p. 113-158 et 235-265. Trad. fr. in Annales de chimie et de physique, 12, 1819, p. 295-332.
- Some Experiments And Researches on The Saline Contents of Sea-Water, Undertaken With A View to Improve Chemical Analysis, Philos. Trans., 1822, p. 448-456; aussi in Philosophical Magazine and Journal, 60, 1822, p. 434-440; aussi in Annals of Philosophy, 5, 1823, p. 261-266. Trad. fr. in Annales de chimie et de physique, 23, 1823, p. 324-328.
- Marcet a aussi publié une dizaine d'analyses de cas médicaux dans les Medico-Chirurgical Transactions de la Royal Medical and Chirurgical Society of London pour 1809 (t. I), 1811 (t. II), 1812 (t. III), 1816 (t. VII), 1819 (t. X) et 1822 (t. XII).